# Habère-Poche
Habère-Poche – miejscowość i gmina we Francji, w regionie Owernia-Rodan-Alpy, w departamencie Górna Sabaudia.
Według danych na rok 1990 gminę zamieszkiwały 662 osoby, a gęstość zaludnienia wynosiła 55 osób/km² (wśród 2880 gmin regionu Rodan-Alpy Habère-Poche plasuje się na 1012. miejscu pod względem liczby ludności, natomiast pod względem powierzchni na miejscu 976.).